# Тромп, Хенрикус
Хенрикус Тромп (нидерл. Henricus Tromp; 19 марта 1878, Tanjungpura, Западная Ява — 17 апреля 1962, Эттербек) — нидерландский гребец, бронзовый призёр летних Олимпийских игр 1900.
Тромп на Играх участвовал только в соревнованиях восьмёрок. Команда Хенрикуса Тромпа сначала выиграла полуфинал, а затем заняла третье место в финале, выиграв бронзовую медаль.